# Bert-Ola Nordlander
Bert-Ola Nordlander (* 12. srpna 1938, Sundsvall) je bývalý švédský lední hokejista, obránce. Se švédskou reprezentací vyhrál mistrovství světa v roce 1962. Ze světového šampionátu má též tři stříbra (1963, 1967, 1969) a dva bronzy (1965, 1971). Stříbrnou medaili si přivezl z olympijských her v Innsbrucku v roce 1964. Zúčastnil se též tří dalších olympijských turnajů (1960, 1968 a 1972). Hrál také na MS 1961, MS 1966, a MS 1970. Za národní tým nastupoval v letech 1960 až 1972 a odehrál za něj 195 zápasů. Celou kariéru prožil v domácí soutěži, kde hrál za kluby Timrå IK, AIK Stockholm a Nacka SK (hrající trenér). V roce 1967 byl vyhlášen nejlepším hráčem ligy (ocenění Zlatý puk). V letech 1961 a 1962 byl nejproduktivnějším hráčem soutěže. Po skončení hráčské kariéry se stal trenérem, vedl kluby Hammarby IF a Djurgårdens IF.